# Glade
Glade – aplikacja do wizualnego projektowania graficznego interfejsu użytkownika dla programów GTK+/GNOME. Projektowany interfejs jest zapisywany jako plik XML. Pliki w formacie GtkBuider i Libglade mogą być ładowane przez biblioteki, odpowiednio, GTK+ lub Libglade, oraz wykorzystywane w różnych językach m.in. C, C++, Java, Perl, Python, C#, Pike, Ruby lub Haskell.
12 sierpnia 2006 ukazało się wydanie Glade 3.0.
Środowisko to jest wolnym oprogramowaniem dostępnym na licencji GPL.